# Liste der kurbayerischen Regimenter der Frühen Neuzeit
Das Kurfürstentum Bayern erhielt 1681 ein stehendes Heer – als Reaktion darauf, dass der Reichstag die Landstände zu einem „miles perpetuus“ verpflichtet hatte. Die erste wichtige Kampfhandlung war die Befreiung von Wien 1682. 1742–1745 führten die kurbayerischen Truppen den Zusatz „kaiserlich“. Die vorliegende Liste der kurbayerischen Regimenter der Frühen Neuzeit endet hier 1777, als das Kurfürstentum Bayern an Kurfürst Theodor von der Pfalz fiel. Die weitere Truppengeschichte sollte somit als „Pfalz-Bayern“ weitergeführt werden. 1790 erhielten diese vereinigten Truppen eine einheitliche Nummerierung. Seit dem 17. Jahrhundert wurde eine Vielzahl von temporär existierender Regimenter aufgestellt, meist aus Anlass von Feldzügen. Sie sind noch nicht Bestandteil dieser Übersicht.

## Erläuterung der Systematik
Bis zur Übernahme durch die Kurpfalz 1777 wurden die Regimenter lediglich nach ihren Regimentschefs bezeichnet. Die offizielle Nummerierung wurde nicht eingeführt. Die vorliegende Nummerierung orientiert sich an der Systematik von Hans Bleckwenn. Zusätzlich zu den Nummerierungen, die nach Auflösung einzelner Regimenter an Neuerrichtungen vergeben wurden, wird den unten stehenden Regimentern das Gründungsjahr hinzugefügt. So soll eine Vergleichbarkeit erleichtert werden. Diese Nummerierung folgt konsequent den Aufstellungen von Tessin. Wurden in einem Jahr mehrere Regimenter gegründet, fügte Tessin eine zweite Ziffer hinzu (z. B. „1753/1“ = erstes Regiment, das im Jahre 1753 aufgestellt wurde). Es folgen die Namen der Regimentschefs bzw. der Name (ggf. Name des Kommandeurs).
Bedeutung der verwendeten Zeichen: „*“ = Gründung, „†“ = Auflösung, „<“ = Herkunft, „>“ = Verbleib, „=“ = Doppelfunktion als stehendes Regiment eines Reichsstandes.

## Stammliste für 1777
Die vorliegende Liste gibt die Regimenter zum Zeitpunkt des Aussterbens der bayerischen Linie der Wittelsbacher wieder. Es sind im Wesentlichen die Truppen, die auch am Siebenjährigen Krieg teilnahmen.

### Infanterieregimenter
- Infanterieregiment No. 1 (1682/5)

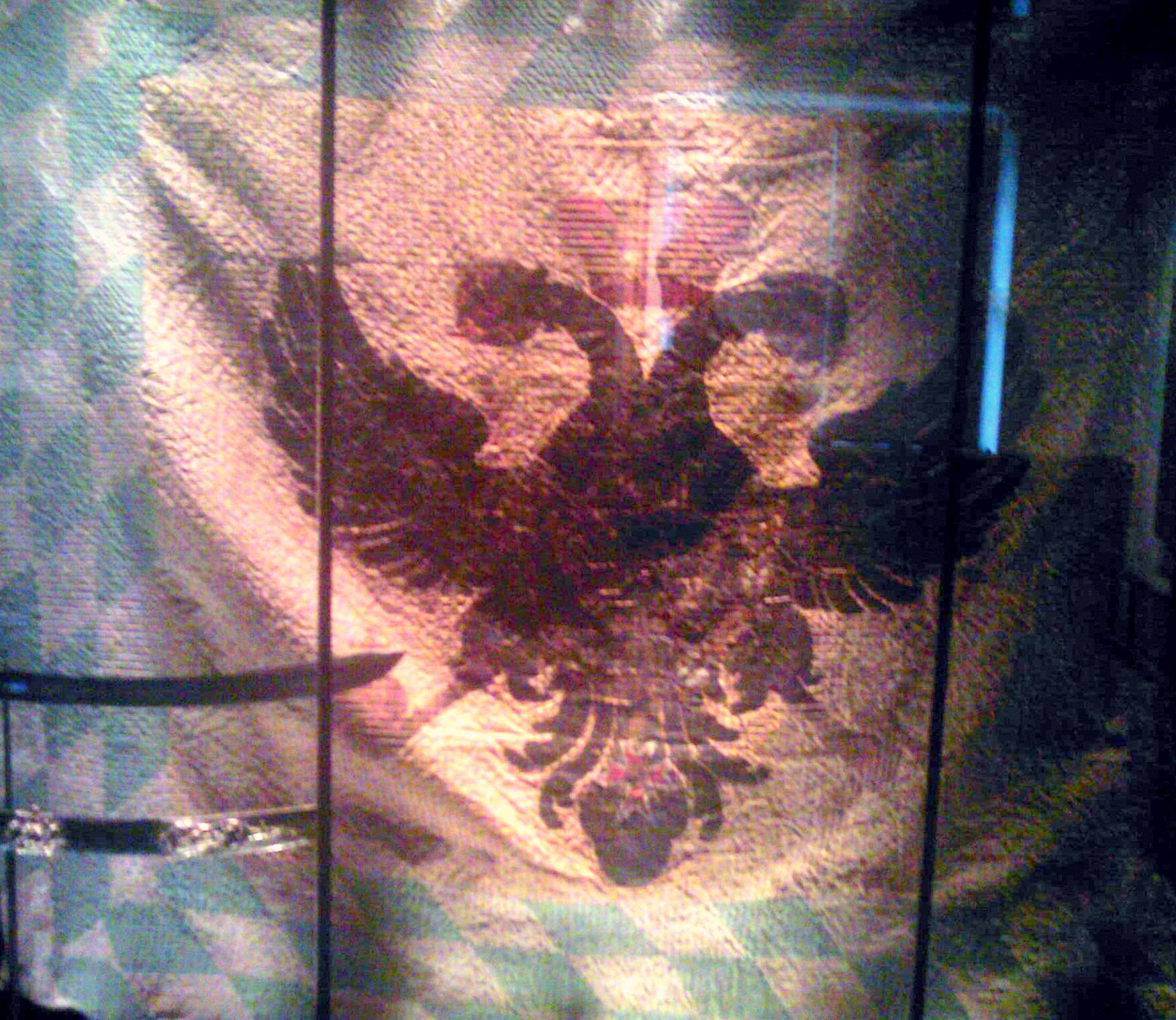
Eine kaiserlich bayerische Fahne 1745. Der Kaiseradler auf goldenem Grund wurde auf die kurbayerische Fahne aufgenäht. Musée de l’Armée, Paris Aufnahme 2010

*1682 errichtet als „Berlo zu Fuß“ (Johann Adolf Berlo de Coquier), 1683 Mercy, 1684 Leibregiment, (1742–1745 „kaiserlich“) > 1778 Kurpfalzbayerisches 10. Linien-Infanterie-Regiment (1778) 1778/5
- Infanterieregiment No. 2 (1682/7)

*1682 errichtet als Degenfeld zu Fuß, 1683 La Rosa, 1685 Gallenfels, 1689 Schwanenfeldt, 1694 Kurprinz, 1742 Kronprinz (1742–1745 „kaiserlich“), 1745 Kurprinz > 1778 Kurpfalzbayerisches 2. Linien-Infanterie-Regiment (1778) 1778/6
- Infanterieregiment No. 3 (1706)

*1706 errichtet als Bavière zu Fuß, 1709 Royal Bavièrs (> französisches Mietregiment), 1716 Lerchenfeld, 1718 Maffei, 1730 Minucci (1742–1745 „kaiserlich“), 1759 La Rosee, 1764 Lerchenfeld, 1775 Wahl > 1778 Kurpfalzbayerisches 4. Linien-Infanterie-Regiment (1778) (1778/7)
- Infanterieregiment No. 4 (1722/2)

*1722 errichtet als Seyboltsdorff zu Fuß, 1725 Valaise, 1738 Johann Siegmund von Preysing-Hohenaschau (1742–1745 „kaiserlich“), 1768 Preysing, 1777 Piosasque > 1778 Kurpfalzbayerisches 1. Leichtes Infanterie-Bataillon (1778) 1778/9
- Infanterieregiment No. 5 (1732)

*1732 errichtet als Herzog Josef Ludwig zu Fuß, 1733 Herzog Maximilian, 1738 Herzog Clemens (1742–1745 „kaiserlich“), 1770 Holnstein > 1778 Kurpfalzbayerisches 7. Linien-Infanterie-Regiment (1778) 1778/10
- Infanterieregiment No. 6 (1753/1)

*1753 errichtet als Pechmann-Infanterie (1757–1763 Reichsarmee: gemeinsam mit Infanterieregiment No. 7 (1753/2) Holnstein (I. Bat.) = Bayerisches Kreis-Infanterieregiment (1757) (1757/1)), 1759 Meinders, 1761 Herold > 1778 Kurpfalzbayerisches 8. Linien-Infanterie-Regiment (1778) (1778/11)
- Infanterieregiment No. 7 (1753/2)

*1753 errichtet Holnstein-Infanterie (1757–1763 Reichsarmee: gemeinsam mit Infanterieregiment No. 6 (1753/1) Pechmann (I. Bat.) = Bayerisches Kreis-Infanterieregiment (1757) (1757/1), 1770 Hegnenberg > 1778 Kurpfalzbayerisches 3. Leichtes Infanterie-Bataillon (1778) (1778/12)

### Kürassierregimenter
- Kürassierregiment K 1 (1682/1)

*1682 errichtet als Haraucourt-Kürassiere – 1683 Arco – 1715 Törring (1742–1745 kaiserlich) – 1763 Minucci > 1778 Kurpfalzbayerisches 1. Kürassier-Regiment (1778) (1778/1)
- Kürassierregiment K 2 (1682/3)

*1682 errichtet als Beauvau-Kürassiere – 1685 Salburg – 1691 Weikel – 1706 Poth – 1722 Rechberg – 1735 Raymond (1742–1745 kaiserlich) – 1743 Holnstein – 1747 Taxis – 1755 Taxis – 1772 Taxis > 1778 Kurpfalzbayerisches 2. Dragoner-Regiment (1778) (1778/2)

### Dragonerregimenter
- Dragonerregiment D I (1724)

*1724 errichtet als Minucci-Dragoner – 1730 Hohenzollern (1742–1745 kaiserlich) – 1769 Livizzani – 1774 Wahl > Kurpfalzbayerisches 1. Chevauleger-Regiment (1778) (1778/3)
- Dragonerregiment D II (1725)

*1725 errichtet als Piosasque-Dragoner – 1742 Gabrielli (1742–1745 kaiserlich) – 1743 Preysing – 1758 La Rosee > Kurpfalzbayerisches 3. Chevauleger-Regiment (1778) (1778/4)